# Salsa criolla
Salsa criolla es la denominación común para un preparado simple en forma de salsa o adobo culinario, ampliamente difundido en Perú, Uruguay y Argentina. Por su sencillez y economía de ingredientes podría encontrarse en otras culturas con distintas denominaciones y variantes.

## Características y variedades regionales

### Argentina y Uruguay
En la gastronomía uruguaya y argentina es utilizada como aderezo para adobar carnes rojas, asado, achuras o marinados, y consiste en diferentes ingredientes picados en brunoise, principalmente cebolla, morrón (rojo y/o verde) y tomate (ajo en algunos casos), adobados con un preparado de vinagre y algo de aceite. Es muy consumida junto con el chimichurri.

### Perú
En el Perú se le denomina salsa o sarsacriolla. Se prepara con cebolla roja cortada en pluma, ají amarillo o ají limo y limón. Algunos le agregan culantro o perejil. Es probablemente el acompañante más importante de la comida popular y fundamental como guarnición de diferentes tipos de sandwich, como el pan con chicharrón, la butifarra, el pan con pejerrey, y de múltiples platos de la gastronomía peruana, como los tamales, el seco, la papa rellena o el arroz con pato.

## Galería

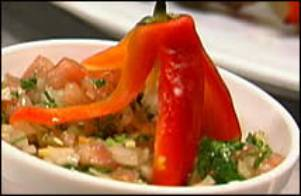
Salsa criolla argentina
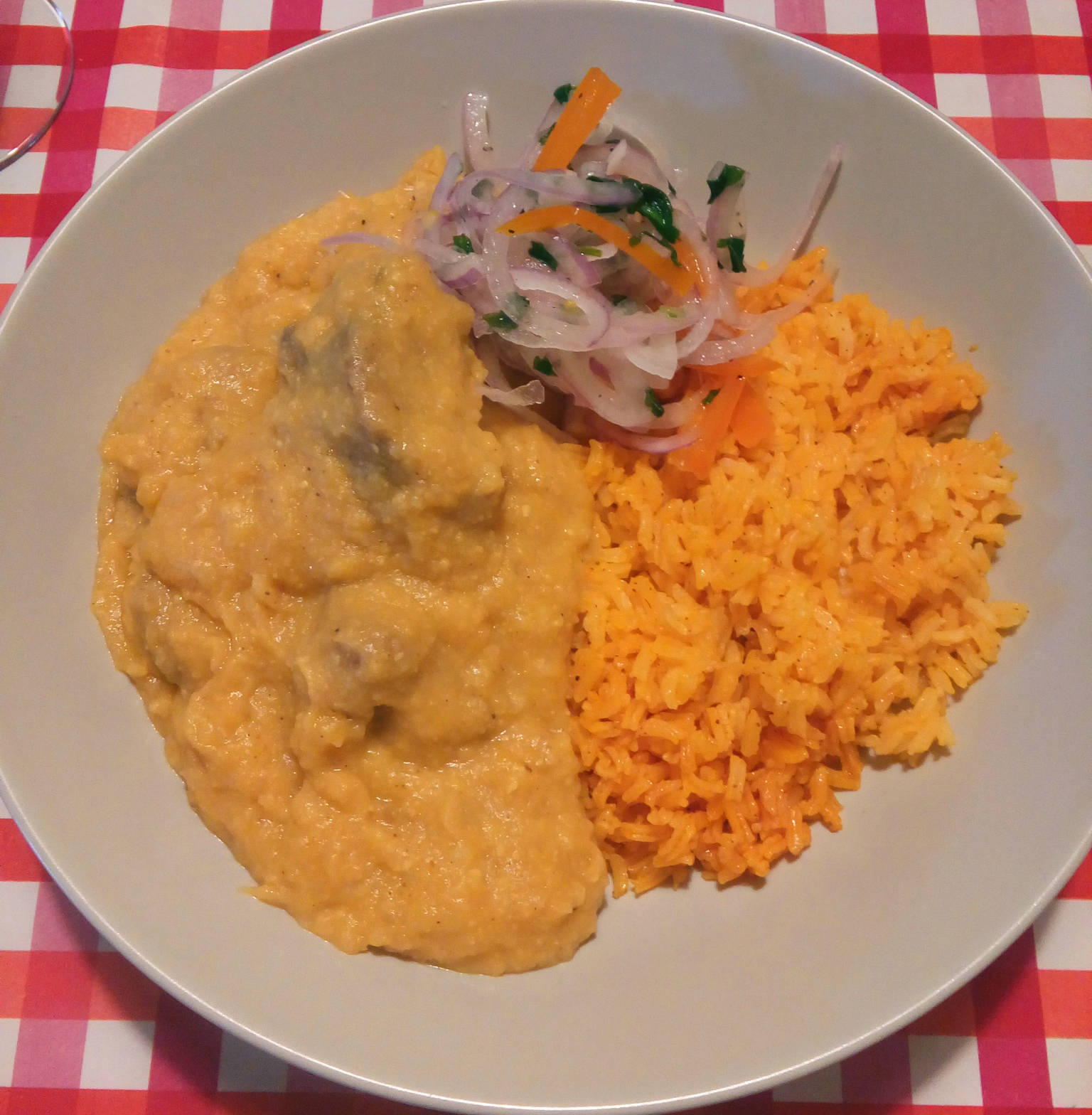
Pepián de choclo con salsa criolla (Piura)
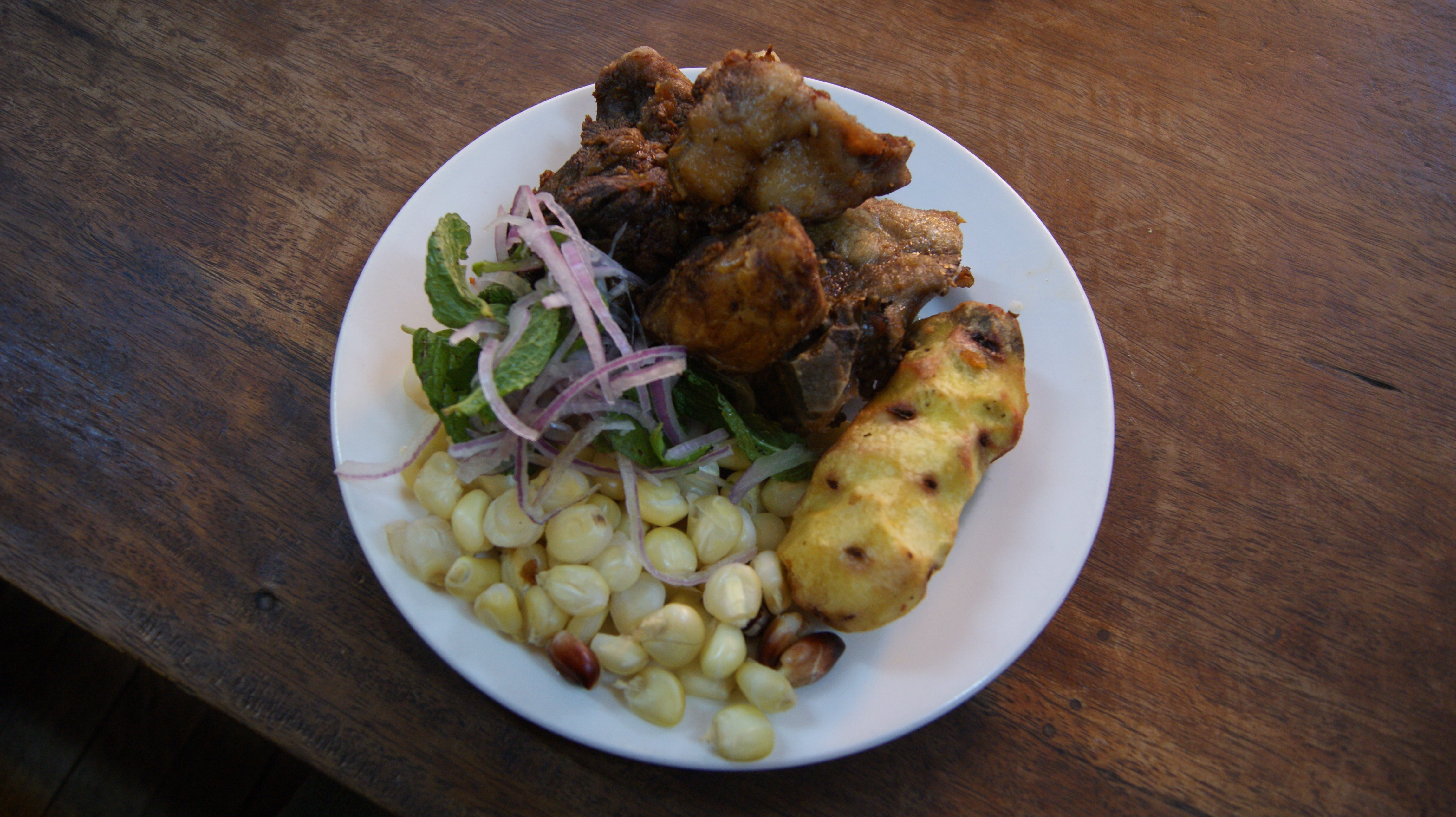
Chicharrón de chancho con salsa criolla (Cusco)
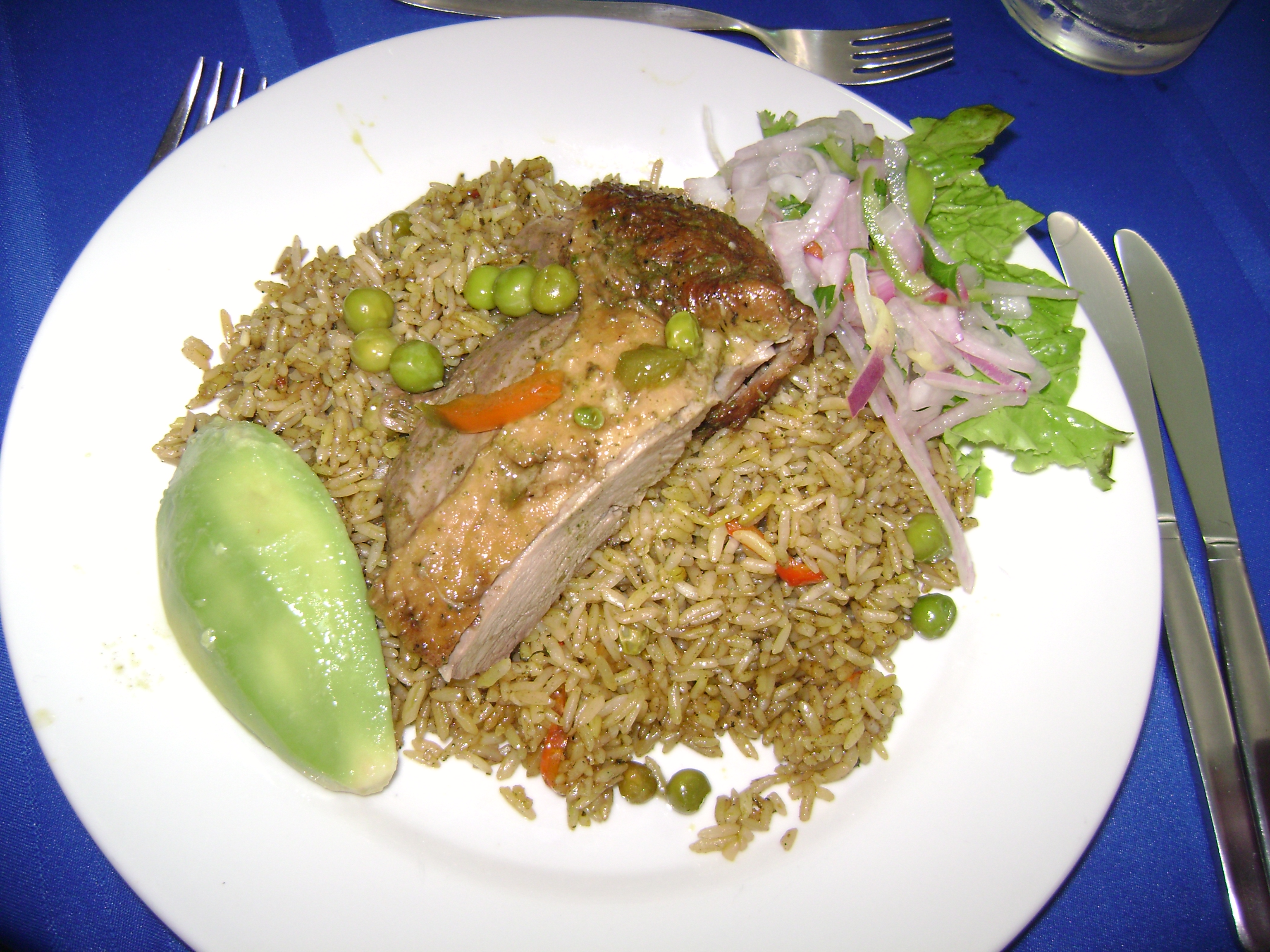
Salsa criolla acompañando un arroz con pato a la chiclayana.
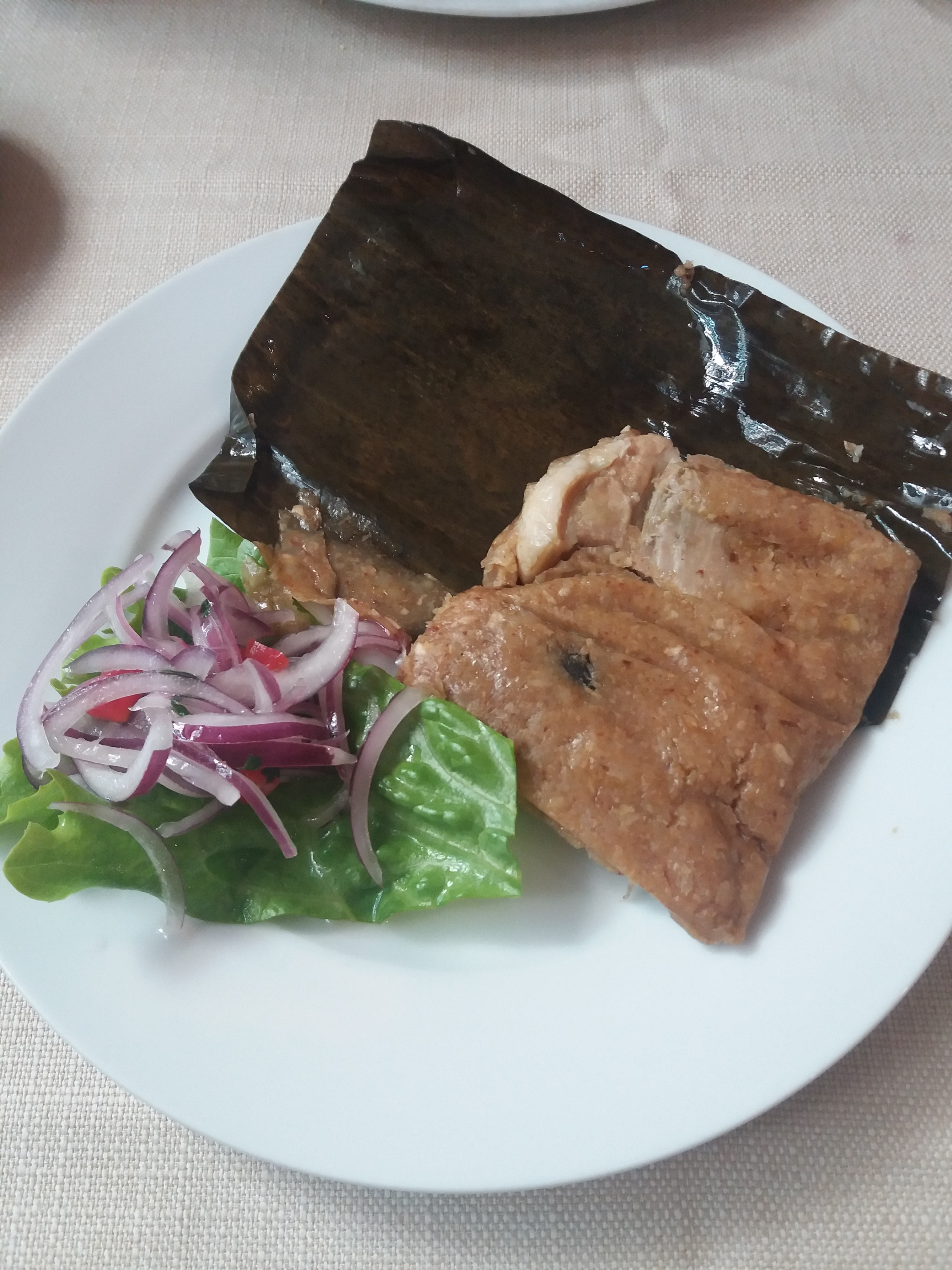
Tamal chinchano